# Healthy and Happy
Healthy and Happy é um curta-metragem mudo norte-americano de 1919, do gênero comédia, com participação de Oliver Hardy.

## Elenco
- Jimmy Aubrey - Quincy

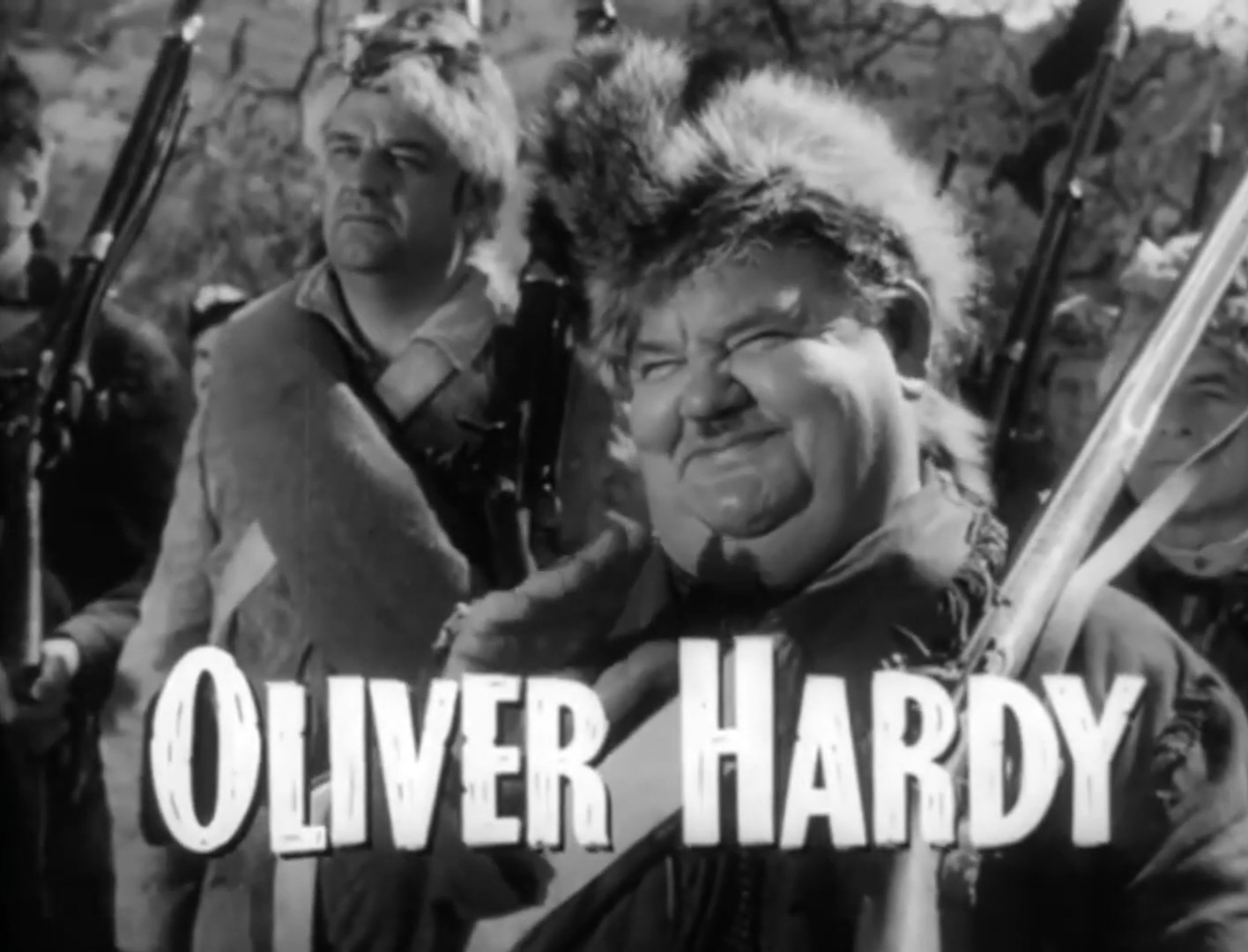
Oliver Hardy

- Oliver Hardy - Doctor (como Babe Hardy)
- Richard Smith